# Golden Apes
Die Golden Apes sind eine deutsche Rockband aus Berlin, die 1998 gegründet wurde. Der Bandname basiert auf einem Wortspiel, das sich inhaltlich auf Friedrich Nietzsches Also sprach Zarathustra bezieht. Markenzeichen der Band sind melancholisch-atmosphärische Songs und vielschichtige, teils surreale Songtexte.

## Geschichte

### Gründung bis 2012
Die Golden Apes wurden 1998 von Peer Lebrecht (Gesang), Christian Lebrecht (Bass) und Eric Bahrs (Gitarre) gegründet. Nach ersten Konzerten zusammen mit Scream Silence und Whispers in the Shadow veröffentlichte die Band 2000 ihr Debüt-Album Stigma 3.am, das noch stark von den Anfängen des Dark Wave/Post-Punk beeinflusst ist und von Presse und Publikum gleichermaßen lobende Beachtung erfuhr.
2001 wurde Schlagzeuger Nestor de Valley Mitglied der Golden Apes und das Resultat des nun stärkeren und intensiveren Sounds der Band war das sehr dunkle und nihilistische Album Thalassemia. Es folgten Konzerte mit Clan of Xymox, The Crüxshadows und Ikon. Nach neuen personellen Veränderungen (Live-Keyboarder Sven Wolff wurde festes Mitglied der Golden Apes) wurde 2003 Helianthos and the War veröffentlicht, das dritte Studio-Album. Es wurde zu einem Balanceakt zwischen den experimentellen Ursprüngen der Band und der dunklen Melancholie der späteren Entwicklung und überzeugte nun auch die letzten Kritiker.
Die Kombination aus eingängigen Melodien, einer Atmosphäre, die zwischen des Sängers dunkler, melancholischer Stimme, kraftvollen Gitarren und elegischen Soundlandschaften pendelte und den bildhaften, surrealen Texten, wurde bald zum Markenzeichen der Band, denn mit ihrem vierten Album Structures [The Inner Scars] (2004). Höhepunkt der folgenden Tour war der Auftritt beim Wave-Gotik-Treffen 2005 in Leipzig.
Im Frühjahr 2007 unterschrieb die Band einen Plattenvertrag mit dem russischen Label Shadowplay und veröffentlichte ihr fünftes Studioalbum The Geometry of Tempest exklusiv im osteuropäischen Raum. Zum Stück Ferryman entstand ein erstes Musikvideo.
Danach erfolgten einige Umstrukturierungen innerhalb der Band. So trennte man sich Ende 2008 von Schlagzeuger Nestor de Valley, der durch Joe Finck ersetzt wurde. Im November 2009 verließ Keyboarder Sven Wolff die Golden Apes. Ika Mamrikishuili nahm daraufhin den Platz an den Synthesizern bis zum Herbst 2010 ein.
Im April 2010 erschien auf dem Label Echozone das Album Denying the Towers Our Words Are Falling From ….
2012 wechselte die Band zum Plattenlabel af-music (später Aeanos Records) und veröffentlichte das Album Riot.

### 2014–2019
2014 schloss sich der griechische Musiker Aris Zarakas der Band an und die Band veröffentlichte das Akustik-Album The Langsyne Litanies, auf dem neben der akustischen interpretation älterer Stücke auch zwei exklusive Neukompositionen zu finden sind. 2016 folgte dann das achte Studioalbum names MALVS. 
Nach Konzerten in England, Italien, Finnland und einer Tour durch Russland begann die Band mit der Arbeit an ihrem neunten Studioalbum und veröffentlichte 2019 mit Kasbek ihr bis dato erfolgreichstes Werk, das von Presse und Publikum hochgelobt bis auf Platz 5 der Deutschen Alternativ Charts kletterte. Gleichzeitig markierte das Album den Beginn der Zusammenarbeit mit dem Berliner Produzenten Thommy Hein.
Das Release feierte die Band zusammen mit ihrem 20-jährigen Bestehen am 7. Juni mit einem Konzert beim Wave Gotik Treffen mit Steve Hewitt (ex-Placebo) als Gastmusiker an den Drums.

### Seit 2020
Nach der Veröffentlichung von Kasbek führten interne Meinungsverschiedenheiten und unterschiedliche musikalische Ansichten zum Bruch innerhalb der Band, die darauffolgend als Duo aus den Brüdern Peer Lebrecht und Christian Lebrecht und den Gastmusikern Thommy Hein und dem russischen Musiker Denis Ivanov die Single Satori auf dem französischen Label Icy Cold Records veröffentlichte.
Parallel veröffentlichte Peer Lebrecht mit seinem Solo-Projekt VOYNA dessen Debütalbum The Cinvat Bridge.
2022 komplettierten die Gitarristen Gerrit Haasler und Frank Flenz, sowie der Schlagzeuger Joe Tyburn die Band und nach einer US-Tour veröffentlichte man die EP From the Sky, der 2023 ein Album folgen soll.

## Diskografie
- The Outside’s Inner Life (EP 1999)
- Stigma 3:am (2000)
- Thalassemia – Yesterday and other Centuries (2001)
- Helianthos and the War (2003)
- Structures [The Inner Scars] (2004)
- The Geometry of Tempest (2007)
- Denying the Towers Our Words Are Falling From … (2010)
- Riot (2012)
- The Langsyne Litanies (2014)
- M Ʌ L V S (2016)
- Kasbek (2019)
- Satori (2021)
- From the Sky (2022)
- Our Ashes At The End Of The Day (2024)

## Belege
1. ↑  Golden Apes – Leidenschaft und Tiefe, Sonic Seducer 05/2010, S. 91
2. ↑  Golden Apes - Riot. Abgerufen am 2. August 2022 (englisch).
3. ↑  Russian Synth Community – Golden Apes 23.04.16. Abgerufen am 2. August 2022.
4. ↑  Nastja Iz & Marko Jakob: Live Review: 28th Wave Gotik Treffen – Leipzig 2019 (Day 1 + Pre-Opening on Thursday). Abgerufen am 2. August 2022 (englisch).
5. ↑  Golden Apes - Satori. Abgerufen am 2. August 2022.
6. ↑  Stephen Kennedy: CD Review: Voyna - The Cinvat Bridge. Abgerufen am 2. August 2022 (britisches Englisch).
7. ↑  Stephen Kennedy: CD Review: Golden Apes - From The Sky EP. Abgerufen am 2. August 2022 (britisches Englisch).